# Rhipidura perlata
El abanico perlado (Rhipidura perlata) es una especie de ave paseriforme de la familia Rhipiduridae propia de Sumatra, Borneo, y el sur de península malaya. Su hábitat natural son los bosques húmedos tropicales.